# Nami Hayakawa
Nami Hayakawa (jap. 早川浪 Hayakawa Nami; ur. 6 października 1984) – japońska łuczniczka, złota medalistka halowych mistrzostw świata. Startuje w konkurencji łuków klasycznych.
Największym jej osiągnięciem jest indywidualne, halowe mistrzostwo świata w 2007 r. w Izmirze. Startowała podczas igrzysk olimpijskich w Pekinie, gdzie zajęła 6. miejsce.